# フィリップ・ファイト
フィリップ・ファイト（ドイツ語: Philipp Veit, 1793年2月13日 - 1877年12月18日）はドイツ、ロマン派の画家である。キリスト教美術の復興を目指す画家集団、「ナザレ派」の一人でもある。忘れられたフレスコ画の技術を復活させた最初の画家とされる。

## 略歴
ベルリンに生まれた。父親は銀行家で、母親は哲学者・啓蒙思想家のモーゼス・メンデルスゾーンの娘で、小説家、翻訳家となり、ドロテーア・シュレーゲルとして知られることになる女性である。両親は1799年に離婚し、フィリップは母親に引き取られ、母親はドイツ初期ロマン派の思想家・文学者のフリードリヒ・シュレーゲルと結婚する。最初の美術教育はドレスデンで画家のカスパー・ダーヴィト・フリードリヒに学び、その後ウィーンで学んだ。絵の才能には恵まれていたが、油絵を苦手とし、ウィーンでは水彩画を描いた。ファイトは義父のシュレーゲルを通じて、ロマン派の文学者、ヨーゼフ・フォン・アイヒェンドルフらとつきあった。1810年代にウィーンのアカデミーの学生がローマに移って作った、「ナザレ派」の活動に加わり、数年間ローマで活動した後、フランクフルトに移った。
1813年から14年はナポレオンに対する戦争に参加した後、しばらくベルリンに住み、1815年にウィーンでハイリゲンシュタットの聖ジェームス教会の壁画を完成した。その画風はルネッサンス期の画家、ペルジーノやラファエロの影響を受けている。
その後、フランクフルトで働き、1830年から1834年の間、美術館長や美術学校の教授などを務めた。1853年からはマインツの市立美術館の館長を務めた。

## ファイトの作品

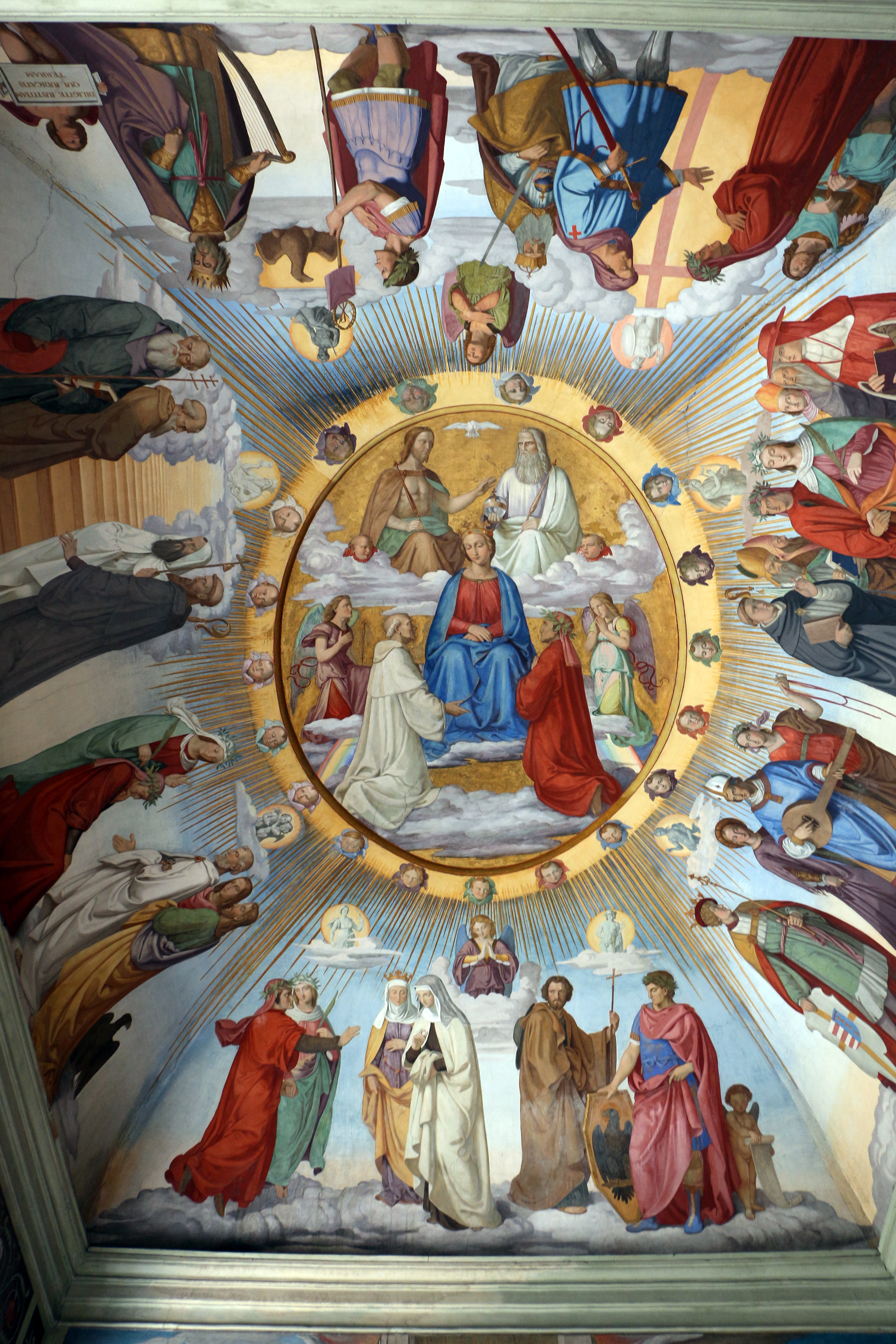
Casa Massimo frescosの天井画
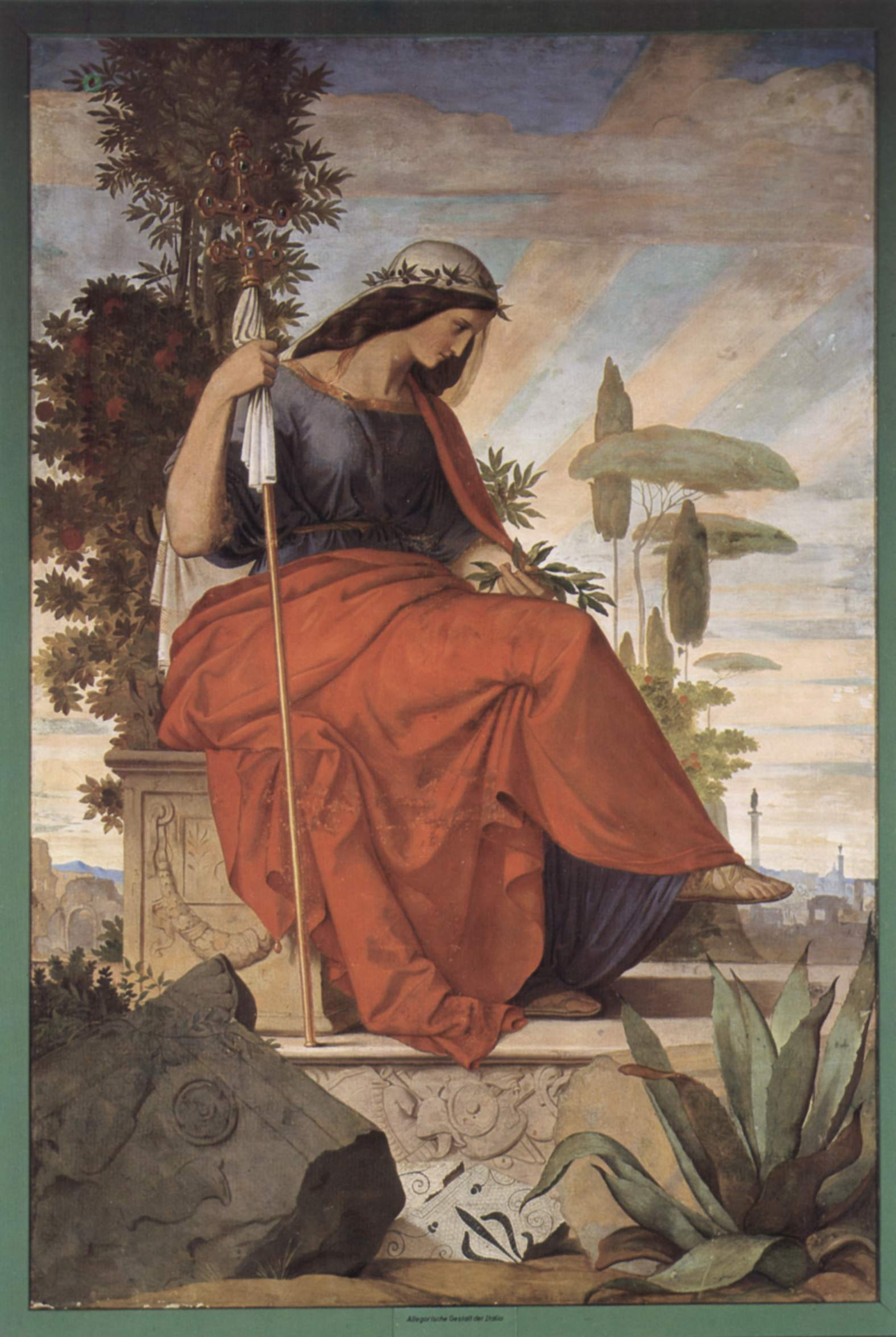
シュテーデル美術館壁画
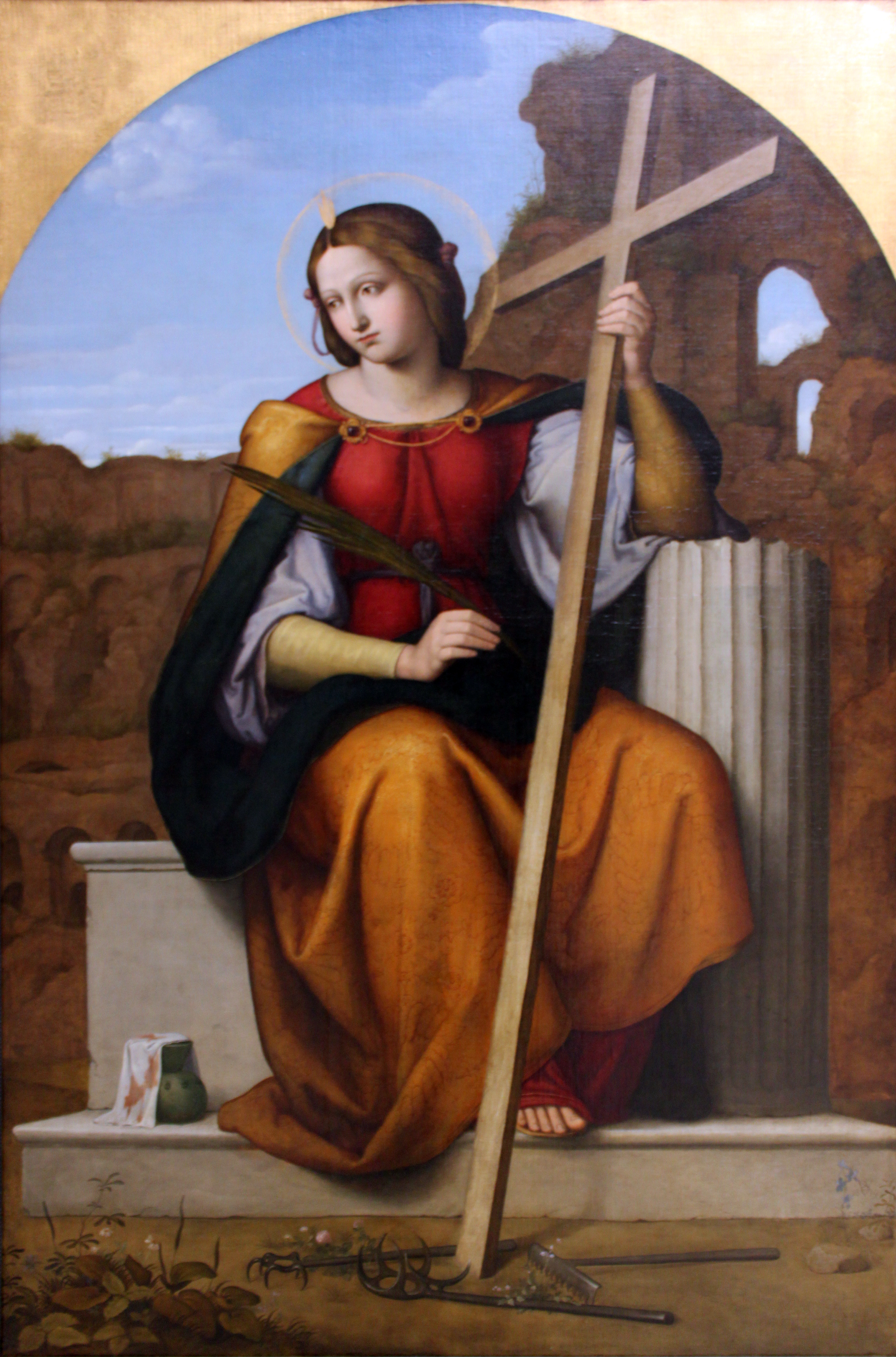
宗教画
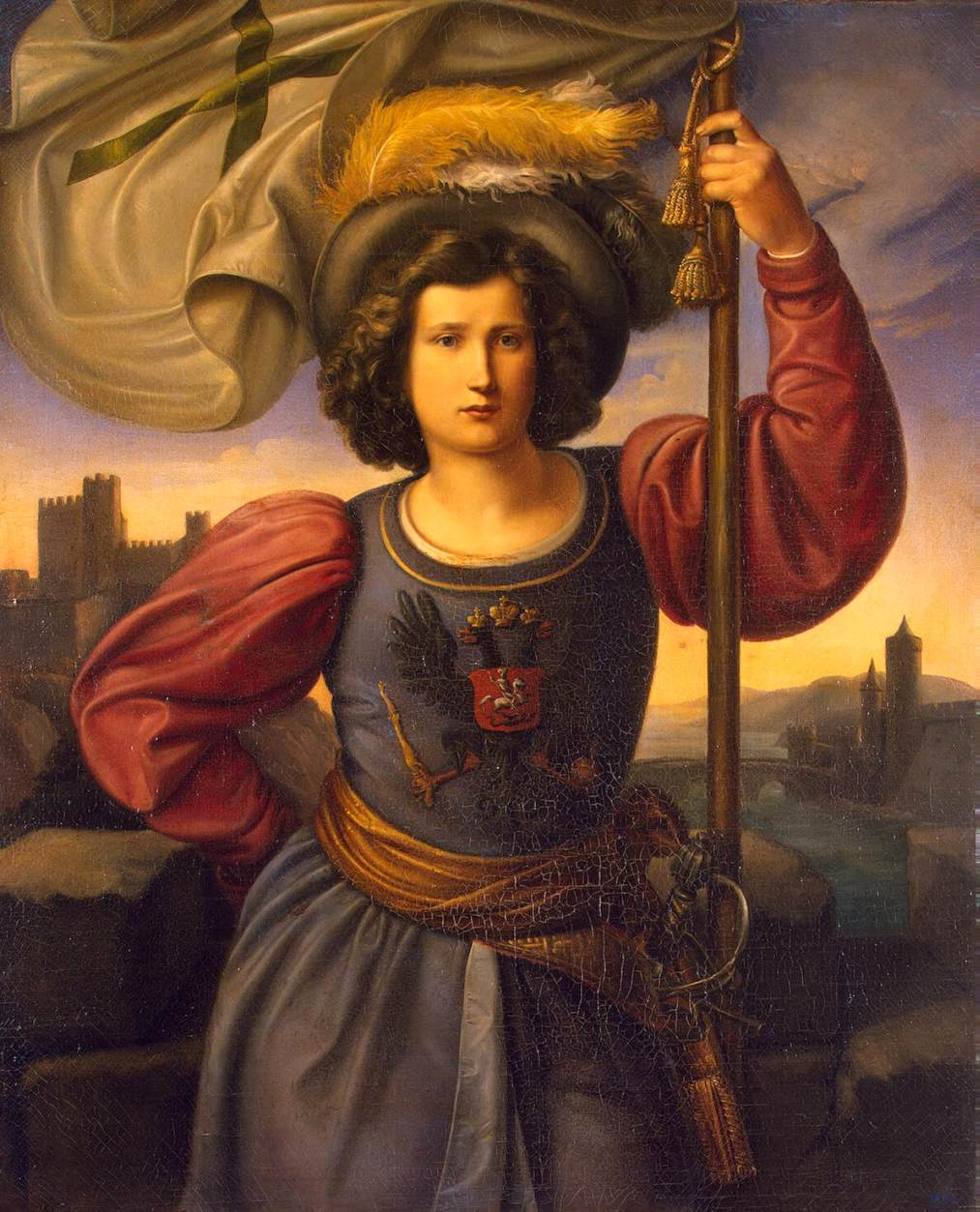
Allegory of Russia